# 阿部龍星
阿部 龍星（あべ りゅうせい、1995年〈平成7年〉9月19日 - ）は、日本のプロバスケットボール選手。山形県出身。ポジションはポイントガード兼シューティングガード。B2リーグ・山形ワイヴァンズ所属。

## 来歴
山形県で生まれる。山形県立山形南高等学校、中央大学を経て、2018年からは北関東地域リーグに所属する横河電機ワイルドブルーでプレー、3x3チームのTACHIKAWA DICEにも所属している。
2021年10月に横浜ビー・コルセアーズに入団。
2021-22シーズンは、15試合に出場(0先発)、１試合平均で3.2分出場、0.6得点、0.4アシスト、0.1スティールを記録した
。シーズン終了後の2022年5月に契約満了と退団が発表された。
2022年6月30日、2022-23シーズンよりB3リーグに新規参入する立川ダイスに移籍。
2023年、山形ワイヴァンズに移籍。

## 個人記録
| シーズン   | チーム | GP | GS | MPG | FG%  | 3P%  | FT%  | RPG | APG | SPG | BPG | TO  | PPG |
| ---------- | ------ | -- | -- | --- | ---- | ---- | ---- | --- | --- | --- | --- | --- | --- |
| B1 2021-22 | 横浜   | 15 | 0  | 0.6 | .154 | .200 | .667 | 0.1 | 0.4 | 0.1 | 0.0 | 0.2 | 0.6 |